# Manuel Ventero
Manuel Ventero Velasco (Ávila, 6 de noviembre) es director gerente de la Orquesta Sinfónica y Coro .

## Biografía
Manuel Ventero es licenciado en Comunicación y Graduado Social por la Universidad de Salamanca y doctor en derecho por la Universidad Rey Juan Carlos. Cuenta con un programa de Liderazgo Público (PELP) en el Instituto de Empresa y un programa de Alta Dirección de Empresas (PADE) en el ICEX.
Ingresa por oposición en Radio Nacional de España (RNE) en 1985. Ha sido director regional de Radio Nacional en Andalucía y de la emisora de Sevilla entre 1998 y 2000. Previamente, dirigió las emisoras de Marbella (1991-94), Almería (1994-96) y Granada (1996-97). Entre julio de 2000 y mayo de 2004 fue director de los Servicios Informativos de RNE.
Fue director y presentador del programa Siluetas, en RNE, desde abril de 2004 hasta junio de 2012.
En julio de 2012 fue nombrado director general de Radio Nacional de España y en julio de 2013 director de Comunicación y Relaciones Institucionales de la Corporación Radiotelevisión Española, cargo en el que cesó en agosto de 2018.
Desde septiembre de 2018 es director gerente de la Orquesta Sinfónica y Coro RTVE .
El 14 de junio de 2024 fue nombrado patrono de la Fundación MAPFRE.
Ha sido profesor de las asignaturas de Teoría y práctica de la información audiovisual, Introducción al periodismo audiovisual y Periodismo de análisis y opinión en la Universidad Rey Juan Carlos de Madrid durante ocho cursos académicos, entre 2004 y 2012.
Ha colaborado como analista político en distintos espacios de radio y televisión y escrito numerosos artículos en los diarios El Adelanto de Salamanca, La Razón, El Mundo, ABC y El Debate.
Es autor de los libros:
- Felipe VI. ¿Qué significa reinar sin gobernar? (Almuzara, 2025)
- Damas y Reinas (Ed. Universidad de Salamanca, 2022).
- Los mensajes de Navidad del Rey (La ley, 2011).
- El sonido de la Constitución. 25 años de historia (Instituto Oficial de Radio y Televisión, 2004)
- Testimonios en torno a la seguridad y la salud en el trabajo (Instituto Nacional de Seguridad e Higiene en el Trabajo, 1998)

## Reconocimientos
- II Premio Nacional de Radio del Ministerio de Asuntos Sociales por el programa Golix calix, voces gitanas (1989).
- Premio Caupolicán del Colegio de Arquitectos Técnicos (1998) "por su espacio diario de información laboral emitido en Radio 5 Todo Noticias entre 1995 y 2000".
- Abulense del año 2000. Hogar de Ávila en Madrid. 2001.
- Premio 28 de Abril de Prevención de Riesgos Laborales, del Ministerio de Trabajo (2006).
- Antena de Oro de la Federación de Asociaciones de Radio y Televisión de España en tres ocasiones, por los programas El sonido de la Constitución (2004) y Siluetas (2009 y 2012).
- Premio La Alcazaba 2015.
- Alumni de honor de la Universidad de Salamanca (2017).